# Ponvice
Ponvice (znanstveno ime Disciotis) so rod gliv iz družine jamičark (Morchellaceae).

## Seznam ponvic Slovenije[2]
- žilnata ponvica (Disciotis venosa)